# Chimichurri

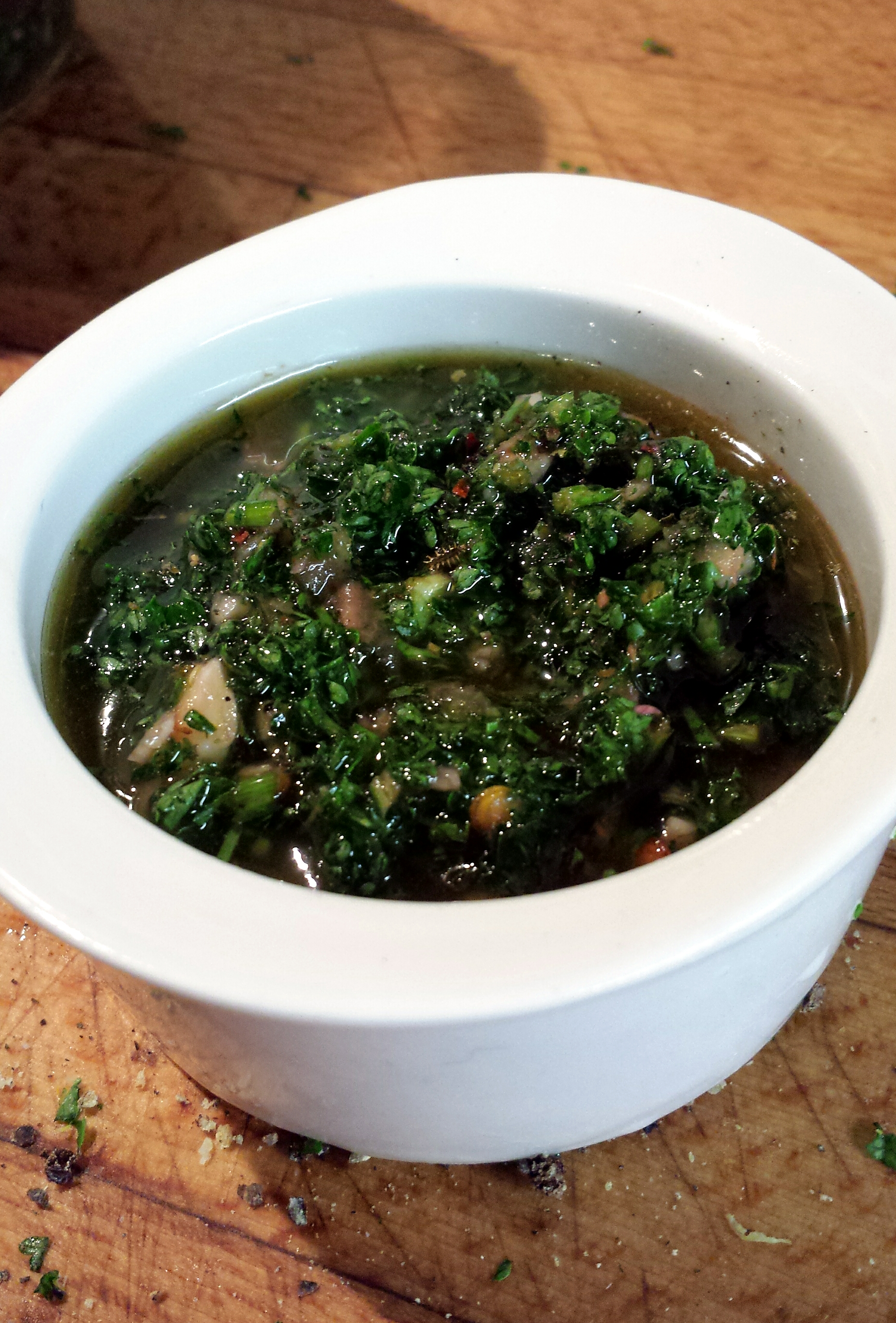
Um recipiente contendo o molho chimichurri

O chimichurri é um molho tradicional na Argentina usado principalmente para fazer churrascos. Pode ser usado para marinar a carne antes do preparo, regá-la enquanto assa, ou temperá-la logo antes do consumo. É comumente usado em carne bovina, mas pode ser usado em frango, linguiças como o chouriço, saladas e torradinhas.
É uma espécie de vinagrete picante, à base de salsinha, coentro, alho, cebola, tomilho, orégano, pimenta vermelha moída, pimentão, louro, pimenta preta, mostarda em pó, salsão, vinagre e azeite de oliva. Quanto aos seus ingredientes, pode haver muitas variações, desde acrescentar ou substituir o coentro por salsinha, acrescentar orégano ou mesmo alfavaca (manjericão), até substituir o vinagre por suco de limão.
Numa receita, começa-se  por cozer em água alho e salsa picados, depois mistura-se orégão, pimenta moída, sal e pimenta; finalmente, junta-se azeite e vinagre e, quando frio guarda-se em frascos na geladeira. No entanto, noutras receitas, os ingredientes são processados em misturador, mas sem deixar que se transformem numa pasta. Para além do método de preparo, os ingredientes usados também variam com o gosto individual.
Quando se usa para temperar a carne antes de assar (marinada), recomenda-se não deixar a carne mais de duas horas, caso contrário o sabor do molho se sobrepõe ao sabor da carne.
Uma explicação plausível para o nome deste molho está ligada ao  irlandês chamado Jimmy McCurry, que teria se oferecido para preparar este molho; como o nome dele era difícil de pronunciar para os argentinos, eles passaram a chamá-lo de “chimichurri”.
Outra possibilidade é a versão que dá sua origem na palavra basca tximitxurri, que significa mistura.